# 北里大学

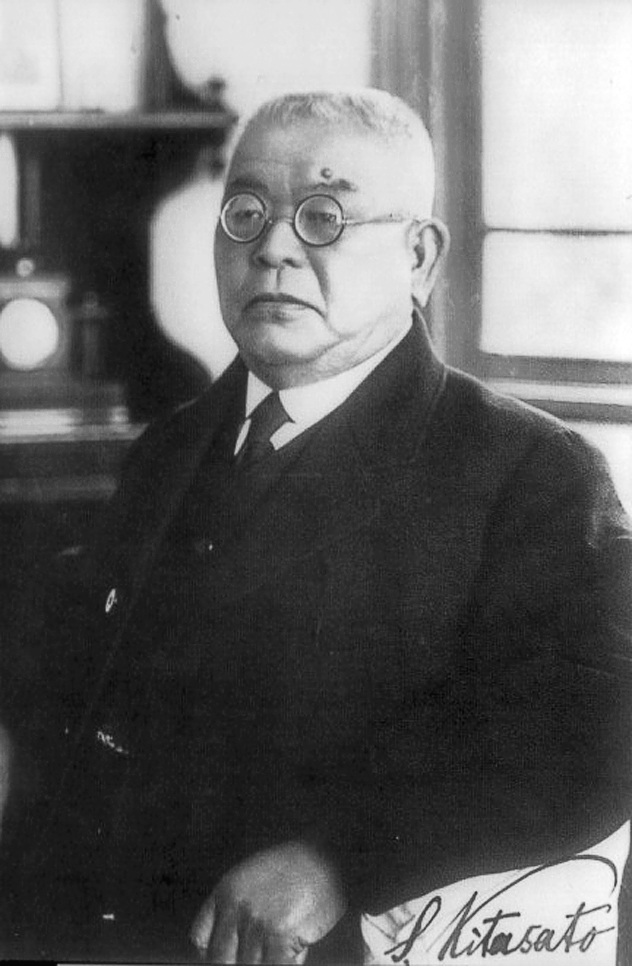
学祖・北里柴三郎（きたざと しばさぶろう）医学博士

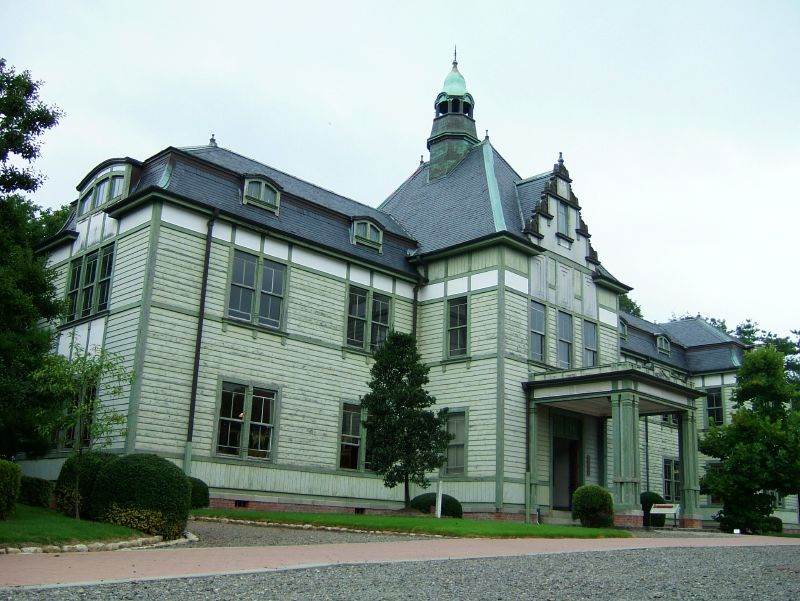
北里研究所（博物館明治村）

北里大学（きたさとだいがく、英語: Kitasato University）は、東京都港区白金に本部を置く日本の私立大学である。大学の設置者は北里研究所。
1893年に設置された土筆ヶ岡養生園を源流とする。1962年の北里研究所創立50周年記念事業で設立された。薬学部、獣医学部、医学部、海洋生命科学部、看護学部、理学部、医療衛生学部、未来工学部、健康科学部、一般教育部がある。首都圏西部大学単位互換協定会協定校。

## 概説

### 沿革
- 1962年 - 研究所創立50周年記念事業として学校法人北里学園を設立。北里大学衛生学部（化学科・衛生技術学科）を開設。白金キャンパス開設。
- 1964年 - 薬学部（薬学科）を設置
- 1965年 - 薬学部に製薬学科を設置
- 1966年 - 畜産学部（獣医学科・畜産学科）を設置
- 1967年 - 大学院衛生学研究科修士課程を設置
- 1968年 - 衛生学部に産業衛生学科を設置。大学院薬学研究科修士課程を設置。相模原キャンパス開設。
- 1970年 - 医学部（医学科）を設置。大学院畜産学研究科修士課程を設置
- 1971年 - 北里大学病院が開院
- 1972年 - 水産学部（水産増殖学科・水産食品学科）を設置。大学院畜産学研究科博士課程を設置
- 1973年 - 大学院薬学研究科博士課程を設置
- 1975年 - 大学院衛生学研究科博士課程を設置
- 1976年 - 大学院医学研究科博士課程を設置。大学院水産学研究科修士課程を設置
- 1978年 - 大学院水産学研究科博士課程を設置。畜産学部を獣医畜産学部に、畜産学研究科を獣医畜産学研究科に改称
- 1981年 - 獣医畜産学部に畜産土木工学科を設置
- 1986年 - 看護学部（看護学科）を設置。北里大学東病院が開院
- 1987年 - 大学院獣医畜産学研究科修士課程（畜産土木工学専攻）を設置
- 1988年 - 衛生学部に生物科学科を設置
- 1990年 - 大学院看護学研究科修士課程を設置
- 1994年 - 衛生学部を理学部（物理学科、化学科、生物科学科）と医療衛生学部（衛生技術学科、リハビリテーション学科、医療工学科）に改組
- 1995年 - 教養部を一般教育総合センターに改組
- 1997年 - 大学院看護学研究科博士課程を設置
- 1998年 - 大学院基礎生命科学研究科修士課程、博士課程および大学院医療系研究科修士課程、博士課程を設置。一般教育総合センターを再改組（3センターへ移行）
- 1999年 - 獣医畜産学部の畜産学科を動物資源科学科に、畜産土木工学科を生物生産環境学科にそれぞれ改称。
- 2000年 - 水産学部の水産増殖学科と水産食品学科を水産生物科学科に改組。大学院水産学研究科水産学専攻を水圏生物科学専攻に改組。
- 2001年 - 北里生命科学研究所を開設。
- 2002年 - 大学院感染制御科学府修士課程を設置。
- 2003年 - 大学院獣医畜産学研究科の畜産学専攻を動物資源科学専攻に、畜産土木工学専攻を生物生産環境学専攻に改称。各学部下部の組織でしかなかった教育組織を一般教育部として改組
- 2004年 - 大学院感染制御科学府博士課程を設置
- 2006年 - 薬学部を6年制の薬学科と4年制の薬科学科に改組。医療衛生学部の衛生技術学科産業衛生学専攻を健康科学科に、衛生技術学科臨床検査学専攻を医療検査学科に改組
- 2007年 - 獣医畜産学部（獣医学科、動物資源科学科、生物生産環境学科）を獣医学部（獣医学科、動物資源科学科、生物環境科学科）に改組。大学院基礎生命科学研究科を大学院理学研究科に改組。
- 2009年 - 水産学部（水産生物科学科）を海洋生命科学部（海洋生命科学科）に改称。別法人であった社団法人北里研究所と学校法人北里学園を統合。新たに学校法人北里研究所発足。
- 2009年 - 基礎研究所を改組し、北里生命科学研究所と統合。
- 2010年 - 薬学部の薬科学科を生命創薬科学科に改称。大学院薬学研究科薬学専攻（修士課程）を薬科学専攻（修士課程）に改組。
- 2011年 - 三陸キャンパスが東日本大震災で被災[1]。これにより三陸キャンパス機能を一時閉鎖。三陸キャンパスにおける海洋生命学部の授業を相模原キャンパスにて開講することに。大学院獣医畜産学研究科（獣医学専攻、動物資源科学専攻、生物生産環境学専攻）を大学院獣医学系研究科（獣医学専攻、動物資源科学専攻、生物生産環境学専攻）に改称
- 2012年 - 創立50周年。薬学研究科薬科学専攻（博士後期課程）、薬学専攻（博士課程）を開設。大学院水産学研究科（水圏生物科学専攻）を大学院海洋生命科学研究科（海洋生命科学専攻）に改組。
- 2023年4月 - 未来工学部（データサイエンス学科）を開設[2]。
- 2024年4月 - 北里大学保健衛生専門学院の教育資源をもとに健康科学部（看護学科、医療検査学科／新潟キャンパス）を開設[3]。
- 2025年4月 - 獣医学部生物環境科学科を募集停止し、新たにグリーン環境創成科学科（相模原キャンパス）を開設。DXとGXを融合しカーボンニュートラルに貢献できる人材を育成する[4]。

## 基礎データ

### 所在地
- 白金キャンパス（東京都港区白金5-9-1）

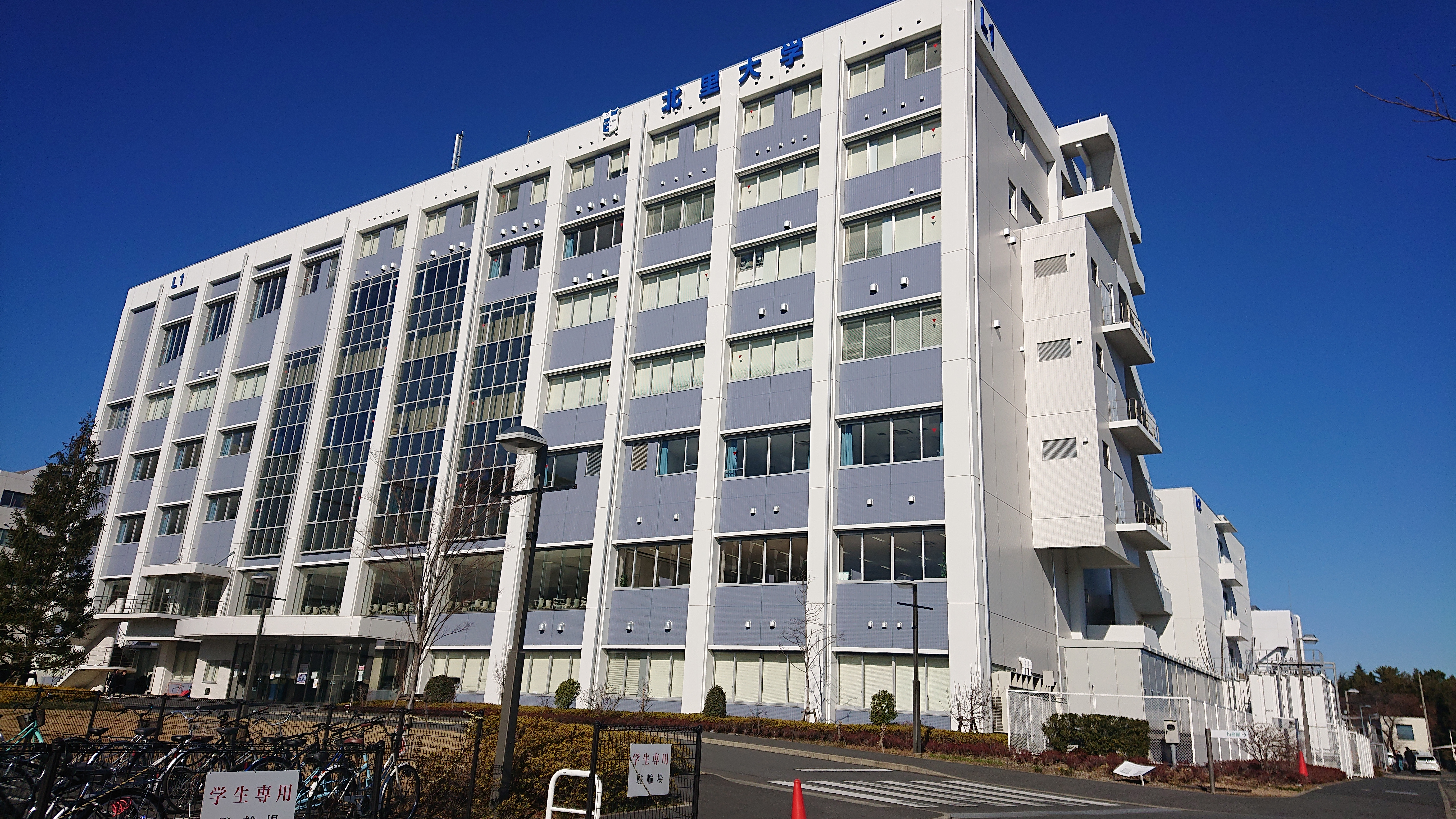
相模原キャンパス

- 相模原キャンパス（神奈川県相模原市南区北里1-15-1）
- 十和田キャンパス（青森県十和田市東二十三番町35-1）
- 新潟キャンパス（新潟県南魚沼市黒土新田500）
- 三陸臨海教育研究センター（岩手県大船渡市三陸町越喜来烏頭160-4）
- 八雲牧場（北海道二海郡八雲町上八雲751）

本部は白金キャンパスにあるが、大学施設のほとんどが相模原キャンパスに集約されている。

### 象徴

#### 校歌・応援歌
「生命の北辰（いのちのほくしん）」（作詞：黛まどか、作曲：千住明）。

## 教育および研究

### 組織

#### 学部
薬学部（1年次は相模原キャンパス。2～6年次は白金キャンパス）
- 薬学科（6年制・薬剤師国家試験受験資格有り）
- 生命創薬科学科（4年制・薬剤師国家試験受験資格無し・学者養成が主）

医学部（相模原キャンパス）
- 医学科（6年制）

理学部（相模原キャンパス）
- 物理学科
- 化学科
- 生物科学科

医療系とは異なり、生命科学を化学、物理、生物という基礎研究を通して解明していくことを目的とした理学部が設置されている。
医療衛生学部（相模原キャンパス）
- 保健衛生学科
- 医療検査学科
- 医療工学科
  - 臨床工学専攻
  - 診療放射線技術科学専攻
- リハビリテーション学科
  - 理学療法学専攻
  - 作業療法学専攻
  - 言語聴覚療法学専攻
  - 視覚機能療法学専攻

医療衛生学部は、衛生技術学科（臨床検査学専攻、産業衛生学専攻）を改組し、2006年より「健康科学科」と「医療検査学科」を開設することが決定した。これにより、既設の「医療工学科」「リハビリテーション学科」と合わせて4学科に編成し8分野の構成となる。
看護学部（相模原キャンパス）
- 看護学科

海洋生命科学部（相模原キャンパス）
- 海洋生命科学科

2004年度にJABEEによる審査を受審し、2005年春、農学一般関連分野では全国で3番目、私立大学では初めてJABEE認定を受けた。これにより海洋生命科学部学生は、卒業とともに国家資格である「修習技術者」の資格が与えられる。
獣医学部（1年次は相模原キャンパス。獣医学科2-6年次、動物資源科学科2-4年次は十和田キャンパス。グリーン環境創成科学科1-4年次は相模原キャンパス）
- 獣医学科（6年制）
- 動物資源科学科
  - アニマルサイエンス系；動物生殖学研究室/動物代謝機能学研究室/動物飼育管理学研究室/動物行動学研究室
  - バイオサイエンス系；細胞工学研究室/細胞分子機能学研究室/栄養生理学研究室/食品機能安全学研究室/動物健康情報学研究室
- 生物環境科学科（2025年4月学生募集停止）
  - 土壌環境学系；土壌環境学研究室
  - 水域環境学系；水圏環境学研究室/陸水循環学研究室
  - 植物生態学系；緑地保全学研究室/里山環境学研究室
  - 動物生態学系；野生動物学研究室/動物生態学研究室
  - 環境情報学系；環境解析学研究室
- グリーン環境創成科学科（2025年4月開設）

獣医学部（当時畜産学部）は1966年に設置され、その後、獣医畜産学部に。2007年度からは、獣医畜産学部は「獣医学部」に改組した。現在、獣医学科、動物資源科学科、グリーン環境創成科学科の3学科を設置する。
獣医学科では、コンパニオンアニマルを対象とした獣医学教育の充実に向けて2004年度から新カリキュラムを導入している。また、牛および馬を中心とした大動物医療も行っている。1995年から米国のテネシー大学、パデュー大学およびジョージア大学の各獣医学部との提携を続けている。
未来工学部（相模原キャンパス）
- データサイエンス学科

健康科学部（新潟キャンパス）
- 看護学科
- 医療検査学科

一般教育部（相模原キャンパス）
- 自然科学教育センター
  - 物理学単位
  - 化学単位
  - 生物学単位
- 人間科学教育センター
  - 人文科学単位
  - 健康科学単位
- 基礎教育センター
  - 英語単位
  - 数学単位
  - 情報科学単位

#### 大学院
- 薬学研究科（白金キャンパス）
  - 薬科学専攻
    - 薬科学履修コース
    - 臨床統計学履修コース
    - 医薬開発学履修コース

  - 薬学専攻
    - 薬学履修コース
    - 医療薬学履修コース
- 医療系研究科（相模原キャンパス）
  - 医科学専攻
  - 医学専攻
- 看護学研究科（相模原キャンパス）
  - 看護学専攻
- 理学研究科（相模原キャンパス）
  - 分子科学専攻
  - 生物科学専攻
- 獣医学系研究科（十和田キャンパス）
  - 獣医学専攻
  - 動物資源科学専攻
  - 生物環境科学専攻
- 海洋生命研究科（相模原キャンパス）
  - 海洋生命科学専攻
- 感染制御科学府（白金キャンパス・一部、相模原キャンパス）
  - 感染制御科学専攻
    - 感染制御・免疫学履修コース
    - 創薬科学履修コース

#### 附属機関
- 北里研究所

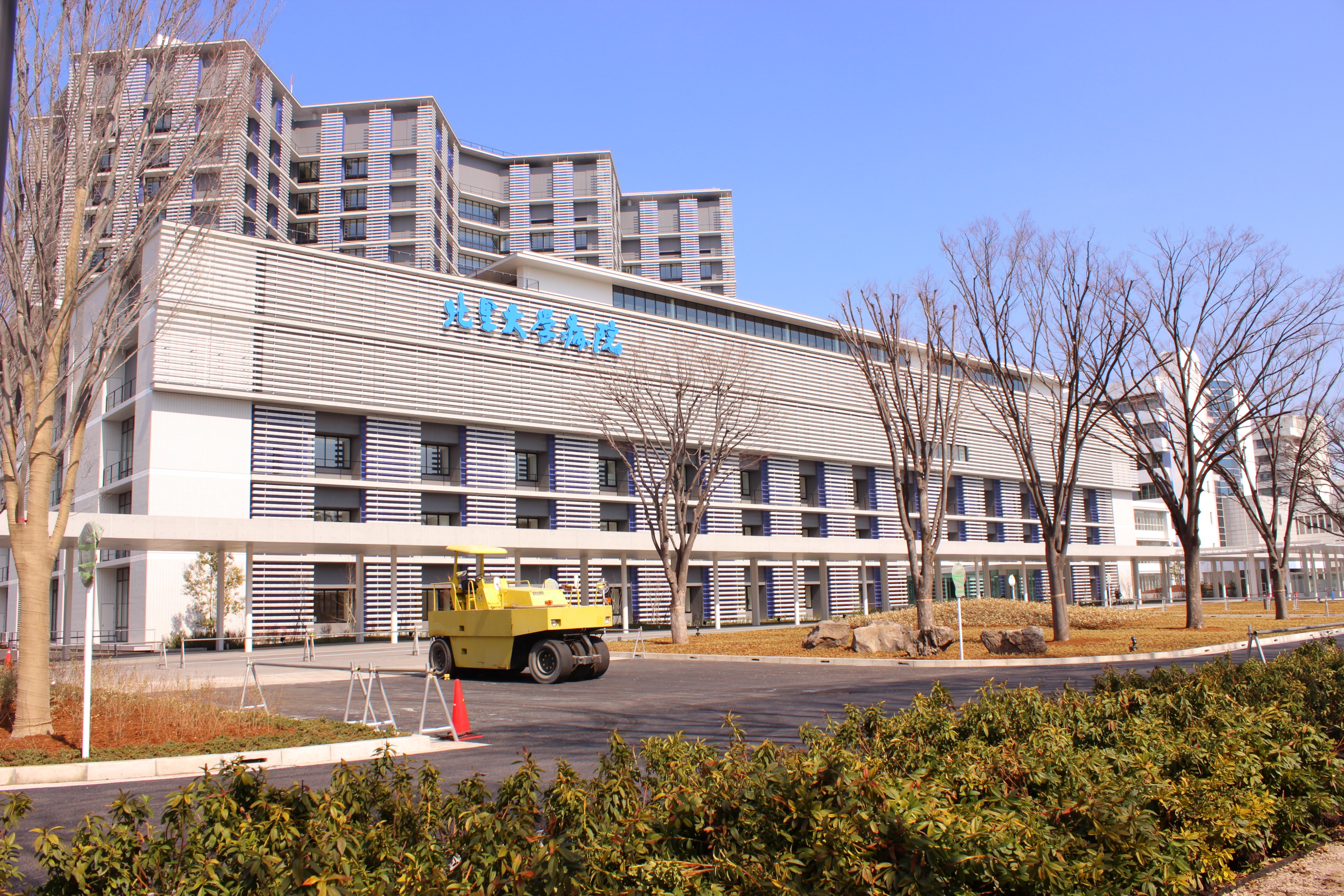
北里大学附属病院
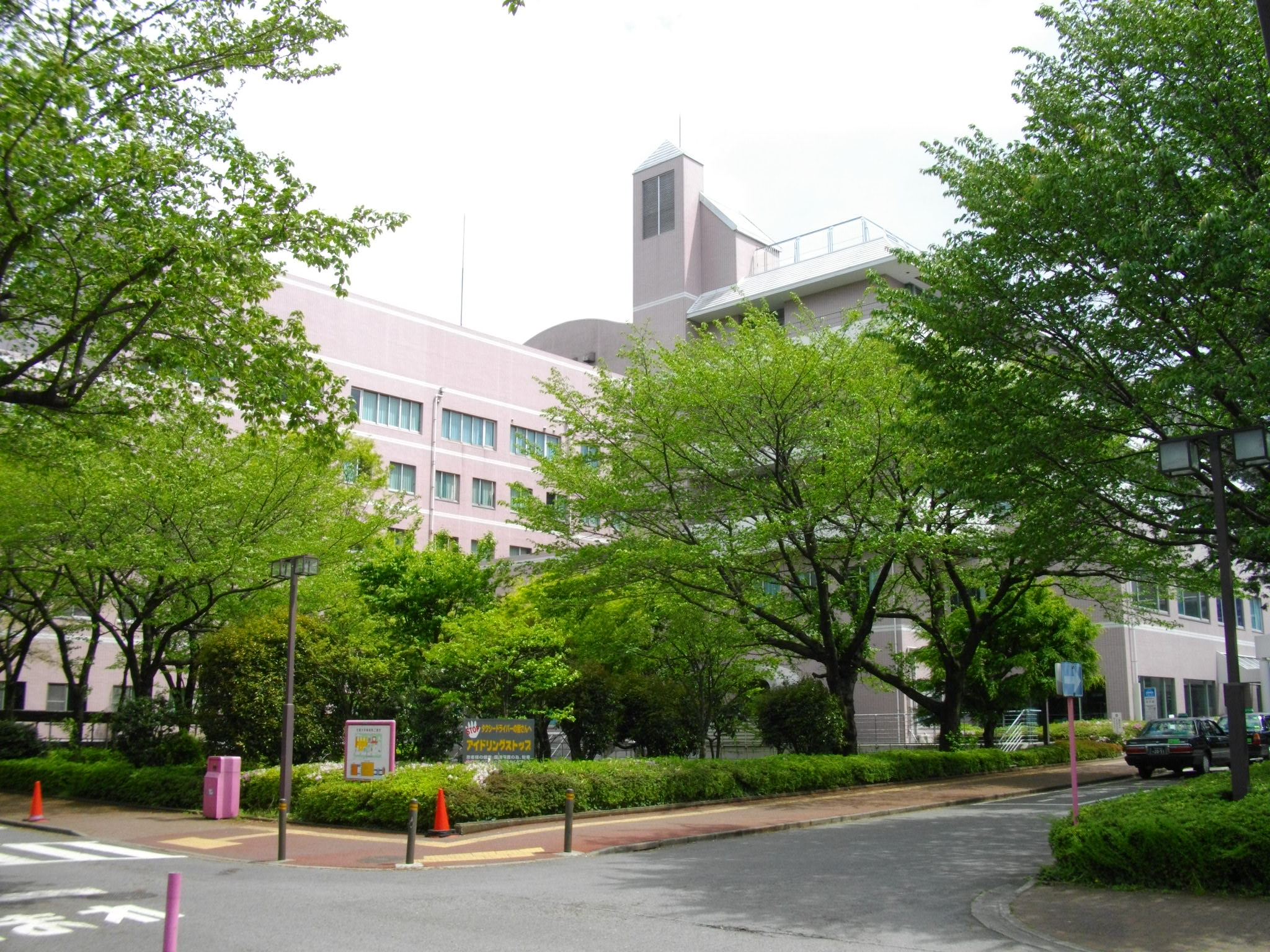
北里大学東病院
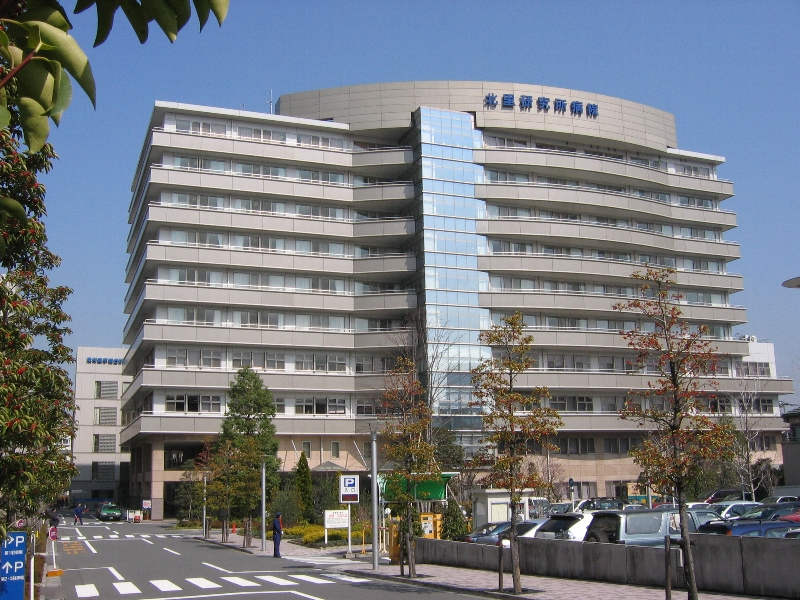
北里研究所病院
  - 北里研究所病院
  - 北里大学病院
  - 北里大学東病院
  - 北里大学メディカルセンター
- 生物製剤研究所
- 東洋医学総合研究所
- 臨床薬理研究所
- 北里生命科学研究所
- 基礎研究所

- 北里図書館

- 北里大学病院
- 北里大学東病院
- 北里研究所病院

## 施設

### キャンパス
- 白金キャンパス
  - 本部所在地
  - 使用学部 - 薬学部（2年次～6年次）
  - 使用研究科 - 薬学研究科、感染制御科学府
- 相模原キャンパス
  - 使用学部 - 薬学部（1年次）、医学部、看護学部、海洋生命学部、獣医学部（1年次）、医療衛生学部、理学部
  - 使用研究科 - 医療系研究科、看護学研究科、理学研究科、海洋生命研究科、感染制御科学府（一部）
- 十和田キャンパス
  - 使用学部 - 獣医学部（2年次～6年次）
  - 使用研究科 - 獣医学系研究科

- 新潟キャンパス
  - 使用学部 - 健康科学部
- 三陸臨海教育研究センター

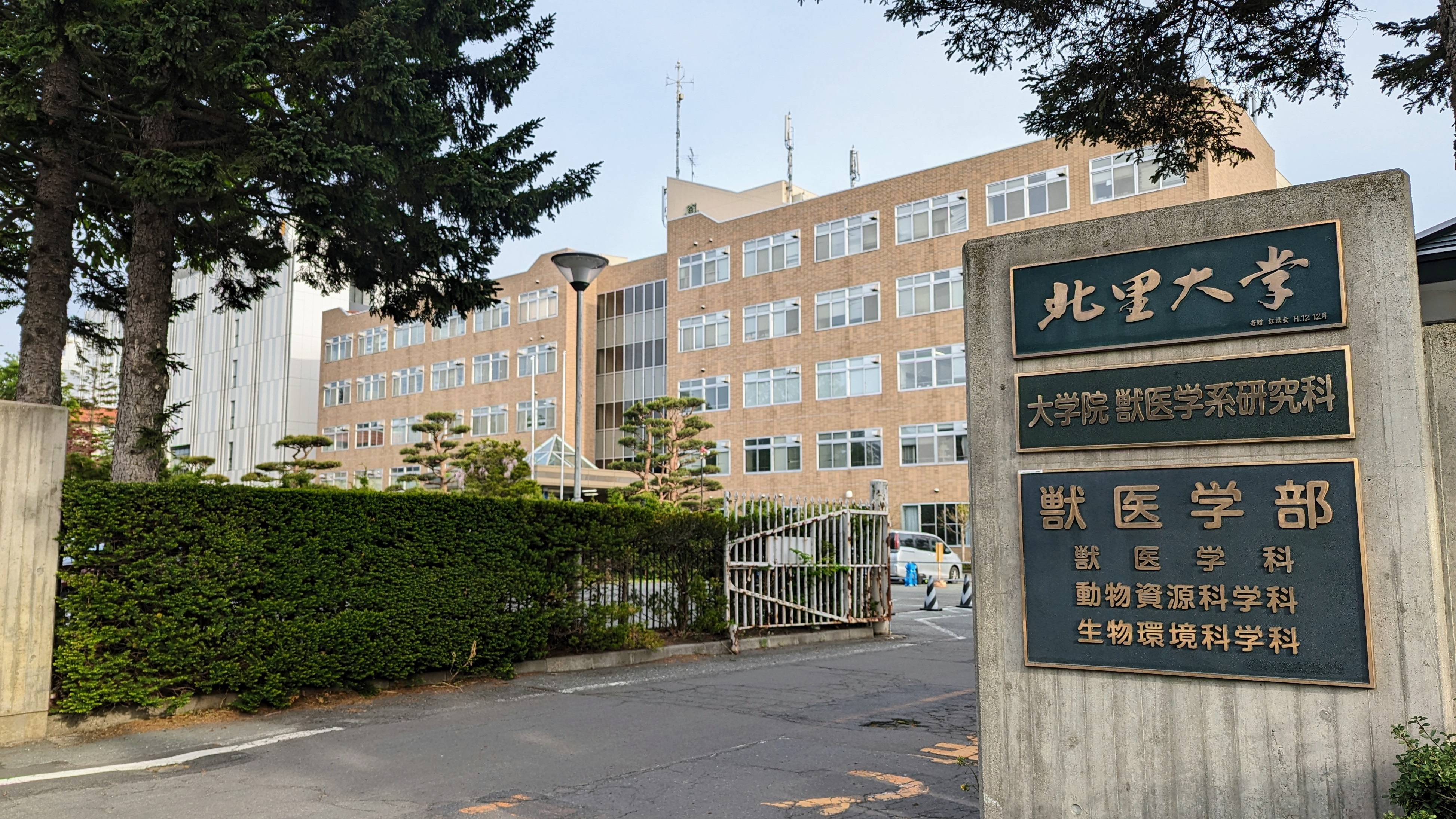
北里大学十和田キャンパス（獣医学部）

  - 海洋生命科学部附属三陸臨海教育研究センター
- 八雲牧場 (北海道)
  - 獣医学部附属フィールドサイエンスセンター
  - 八雲総合実習所

## 附属学校
- 北里大学保健衛生専門学院
- 北里大学看護専門学校

## 対外関係

### 他大学との協定
- ハーバード大学医学部（アメリカ）
- ハーバード大学公衆衛生大学院（アメリカ）
- ケンブリッジ大学医学部（イギリス）
- カルガリー大学医学部（カナダ）
- ハワイ大学医学部（アメリカ）
- マーブルク大学医学部（ドイツ）
- 吉林大学医学部（中国）
- ケンタッキー大学薬学部（アメリカ）
- テキサス大学MDアンダーソンがんセンター（アメリカ）
- テネシー大学（アメリカ）
- ジョージア大学（アメリカ）
- オレゴン健康科学大学（アメリカ）
- UCLA看護学部（アメリカ）
- パデュー大学（アメリカ）
- トーマス・ジェファーソン大学保健学部（アメリカ）
- 放送大学[8]

## 不祥事
- 2018年7月 - 「2018年に発覚した医学部不正入試問題」。
- 2020年2月5日 - 公益財団法人・大学基準協会は「入学者選抜の方法には明らかに問題がある」と判断し、問題発覚後に審査をやり直し2013年から17年度に「適合」としていた評価を変更し「不適合」にしたと発表した。大学が「不適合」の場合は、教育プログラムの開発に関する国の補助金を申請できなくなる[9]。